# حور وبري
حور وبري (الاسم العلمي:Populus villosa) هو نوع غير مؤكد من النباتات يتبع جنس الحور من الفصيلة الصفصافية.